# Грунжи (Бузау)
Грунжи (рум. Grunji) насеље је у Румунији у округу Бузау. Oпштина се налази на надморској висини од 562 m.

## Становништво
Према подацима из 2011. године у насељу је живело 3005 становника.